# Fa un milió d'anys
 Fa un milió d'anys (títol original en anglès: One Million Years B.C.) és una pel·lícula britànica dirigida per Don Chaffey, estrenada el 1966. Ha estat doblada al català.

## Argument
Tumak, un troglodita de la Tribu de les Coves és expulsat a un horrible desert després de barallar-se amb el seu pare, Akoba, el cap de la tribu. Després d'haver escapat a molts perills, com una sargantana gegant i una aranya gegant, es desploma en una platja llunyana, on és vist per «Loana la Bella» i altres dones de la Tribu del Mar que l'acompanyen a pescar. Estan a punt d'ajudar-lo quan un archelon avança cap a la platja. Els homes de la Tribu del Mar arriben i sembla que rebutgen la tortuga gegant amb les seves llances.
Es porta Tumak al poble on Loana s'ocupa d'ell. Les escenes que segueixen insisteixen en el fet que la Tribu del Mar és més avançada i més civilitzada que la Tribu de les Coves. Hom hi veu pintures parietals, música, joies precioses fetes amb petxines i tenen una llengua rudimentària – coses que Tumak no sembla mai haver vist abans.
Mentre les dones de la tribu estan pescant, un allosaurus els ataca. La tribu fuig cap a la seva gruta, però en el pànic, s'abandona una noieta que es troba presa en un parany dalt d'un arbre. Tumak agafa una llança i es tira endavant per defensar-la. Encoratjat per aquest exemple, Loana fa tot el possible per posar a recer el nen mentre altres homes venen a ajudar Tumak; un d'ells és mort abans que Tumak arribi finalment a matar la criatura.
En resulta un ritu funerari per enterrar les morts - altre costum que Tumak sembla no conèixer. Havent abandonat prematurament la cerimònia, entra de nou a la gruta i aparentment intenta robar una llança. Un home que dormia es desperta i entra en còlera per aquesta temptativa de robatori, es baralla per conservar la seva llança. L'agitació que té lloc a continuació atreu la resta de la tribu, que s'uneix per caçar Tumak. Loana marxa amb ell, i un dels homes de la tribu - Ahot - li dona una llança.
Durant aquest temps, el germà de Tumak, Sakana, intenta matar el seu pare per prendre el poder. Akoba sobreviu, però Sakana és el nou cap. Durant aquests esdeveniments, Tumak i Loana assisteixen a una batalla entre un ceratosaure i un triceratop, finalment guanyada per aquest últim que banyega mortalment el seu adversari.
Els desterrats tornen al territori de la Tribu de les Coves i Loana troba la tribu, però de nou tenen lloc altercats. El més dramàtic és una lluita entre la que Tumak estima ara, Loana, i la seva antiga companya, «Nupondi la Salvatge». Loana guanya però es nega a donar el cop mortal, encara que els altres membres de la tribu li donin suport.
Mentre els homes de les coves estan nedant - aparentment per primera vegada seguint l'exemple de Leona - són atacats per un pteranodon femella. En la confusió, Loana és agafada per la criatura, que la deixa caure quan un segon pterosaure intervé.
Primer de tot Tumak la creu morta, però ha sobreviscut. Estan reunits just en el moment en què la guerra esclata entre les seves tribus: la de les Coves ataca sense preavís la del Mar, aparentment per gelosia. En mig d'un salvatge cos-a-cos, un volcà entra de sobte (i simbòlicament?) en erupció: la regió sencera és colpida per sismes i esfondramants que s'empassen les dues tribus.
Quan la pel·lícula s'acaba, Tumak, Loana i els membres supervivents de les dues tribus emergeixen d'aquest munt per trobar-se en un paisatge de ruïnes, gairebé lunar. Tots marxen - ara units - per trobar una nova pàtria.

## Repartiment
- Raquel Welch: Loana
- John Richardson: Tumak
- Percy Herbert: Sakana
- Robert Brown: Akhoba
- Martine Beswick: Nupondi
- Jean Wladon: Ahot
- Lisa Thomas: Sura
- Malya Nappi: Tohana
- Richard James: Home de les muntanyes
- William Lyon Brown: Payto
- Yvonne Horner: Ullah

## Al voltant de la pel·lícula
- Les escenes exteriors han estat rodades durant l'hivern a les Illes Canaries, Lanzarote i Tenerife.
- La pel·lícula utilitza dues criatures vives: una iguana Verda i una taràntula. Ray Harryhausen ha estimat que la utilització de criatures reals convenceria el públic que tot el que estaven a punt de veure era en efecte realitat.
- En l'escena on el poble del mar ha de lluitar contra un archelon, la talla d'aquesta criatura ha estat exagerada. Igualment en relació amb el combat entre el triceratops i el ceratosaure. Aquest últim és presentat com tenint la talla d'un tiranosaure, mentre en realitat el ceratosaure era un petit carnívor lleugerament més gran que el velociraptor. A més, se suposa que el ceratosaure no caçava mai en solitari sobretot quan eren preses més grosses que ell.
- El pòster de la pel·lícula amb Raquel Welch surt a la pel·lícula  Cadena perpètua (1994) de Frank Darabont, amb Tim Robbins i Morgan Freeman.